# Laguna del Maule
La Laguna del Maule fue inicialmente una laguna natural ubicada sobre una zona cubierta por la lava del volcán Laguna del Maule que posteriormente fue represada para regular y asegurar el abastecimiento de riego en la cuenca del río Maule.

## Ubicación, propiedad y funciones
Está ubicada a 150 km al sureste de la ciudad de Talca, en la alta cordillera de los Andes y a 7 km del límite con Argentina.

## Represa
La represa es del tipo presa de tierra con enrocado y una altura máxima de 40 m y 193 m de longitud en su coronamiento. El volumen de muro es de 513.000 m³ y su capacidad de almacenamiento alcanza a 1.420 hm³ y cubren un área de  5.600 ha. En caso de exceso de agua, su vertedero (hidráulico) puede evacuar hasta 200 m³/s. La toma de agua es una torre de hormigón armado con 2 pares de válvulas de compuertas.: 65 

## Hidrología

### Situación hídrica en 2018-19
| Volumen almacenado Embalse Laguna del Maule                      |                                                                  |
| ---------------------------------------------------------------- | ---------------------------------------------------------------- |
| Gráfico no disponible temporalmente debido a problemas técnicos. |                                                                  |
| Volumen promedio histórico Contenido 2018-19                     |                                                                  |
|                                                                  | Gráfico no disponible temporalmente debido a problemas técnicos. |

El promedio histórico del volumen almacenado es de 933 hm³, que esta lejos de haber sido alcanzado en el periodo 2018-2019.

## Turismo
En la zona alrededor del embalse hay sectores aptos para la práctica del senderismo y montañismo. Antes existían pozones de aguas termales en lugares de la laguna, pero quedaron bajo las aguas debido a la construcción del dique.